# ジョージ・イネス

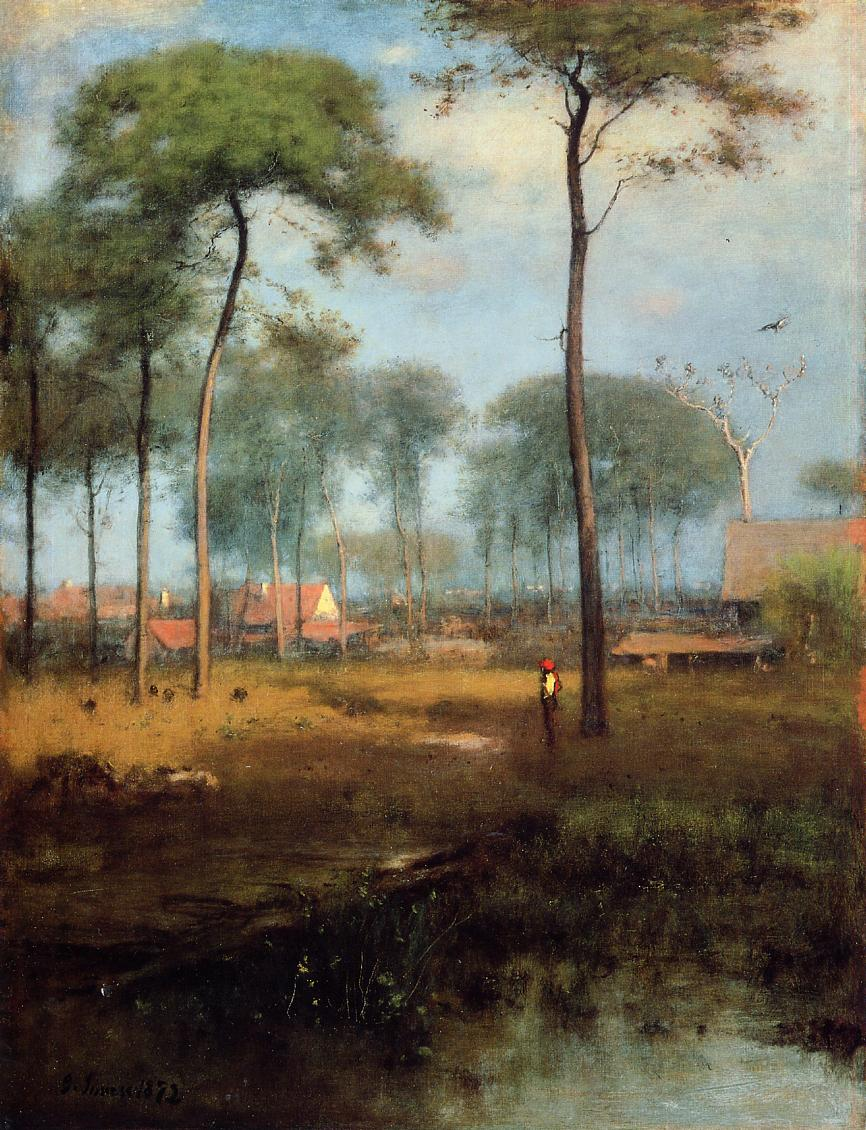
ジョージ・イネス作早朝のターポンスプリングス, 1892年, 油彩

ジョージ・イネス(英:George Inness 、1825年5月1日 - 1894年8月3日)はハドソン・リバー派、バルビゾン派、スウェデンボルグの神学に影響を受けた 19世紀アメリカの画家。"アメリカの風景画の父" と呼ばれる 。

## 生涯

### 青年時代
ジョージ・イネスは1825年に農夫の父ジョン・ウィリアム・イネスと母クラリッサ・ボールドウィンの13人兄弟の5番目の子としてニューヨーク州ニューバーグで生まれたが 、5歳の頃一家はニュージャージー州ニューアークに移住した。
1839年に彼は遍歴の画家ジョン・ジェシー・バーカーの下で数ヶ月絵画の勉強し 、その後、十代のあいだニューヨークの地図の版刻家として働いていた。その間フランスの風景画家レジス・フランソワ・ジヌーの注目を引き、彼に師事する事となった。
イネスはまた1840年代中頃を通してナショナル・アカデミー・オブ・デザインのクラスに参加し、ハドソン・リバー派の画家トマス・コールとアッシャー・ブラウン・デュランドを研究し、後に「もし彼ら二人を結びつけられるなら. . . 私はやってみる」と回想している。
1844年に彼はナショナル・アカデミー・オブ・デザインの展覧会に初作品を出展し、1848年にはニューヨークでアトリエを開きいた 。1849年にデリア・ミラーと結婚したが、彼女は数ヵ月後に亡くなり、翌年エリザベス・アビゲイル・ハートと結婚し、後に6人の子供をもうけた。

### 初期の経歴
彼は1851年にパトロンであったオグデン・ハガティの支援を受け絵画の勉強をするため初めて15ヶ月にわたりヨーロッパの旅をした。ローマでは画家であり又、芸術家へスウェデンボルグ主義を紹介していたウィリアム・ページの上の部屋にアトリエを借りクロード・ロランとニコラ・プッサン の風景画について学んだ。
1850年代初頭の2回目のヨーロッパ旅行でパリを訪れ、「緩やかな筆遣い、暗い色調、雰囲気」を重視するフランス・バルビゾン派の風景画の影響を強く受け、帰国後たちまちアメリカにおけるバルビゾン・スタイル画法の第一人者となり、さらに彼自身の画法に発展させた。またこの旅行の間の1854年1月5日に、パリで後に人物/風景画家となる息子ジョージ・イネス、ジュニアが生れた。
1850年代半ばにイネスはデラウェア・ラッカワナ・アンド・ウェスタン鉄道(DLWRR)から、初期アメリカ産業成長の中における同社の進歩を記録する絵画の作成を委託された。
1855年頃の作品で彼の代表作の一つである ラカワナ谷はペンシルベニア州スクラントンにあったDLWRR社の最初の機関車用円形車庫を描いた作品で、キャンバスの中にテクノロジーと未開の大自然の風景を融合させたものである。
やがて、牧歌的、農村風景を好んだイネスは産業のある景色を避けるとともに、特定の場所によって触発された彼の視覚的記憶から生れた空想的風景を形態上の課題を深く検討した上でアトリエの中で描いた多くの傑作を生み出す様になった。

### 成熟期
イネスは、1860年にニューヨーク市からマサチューセッツ州メドフィールドに移り住み、更に1862年から1863年にはボストンに移り、そこで後に画家となったチャールズ ドルモン ロビンソンの美術教師を勤めた。
その後、1864年にはニュージャージー州イーグルズウッドに引っ越した。1870年春にはイタリアのローマに移り住みそこからチボリ、アルバーノとベニスへの旅に出かけた。
1878年にはニューヨークに戻りニューヨーク大学ビルにアトリエを設けた、また同じ年、パリ万博に参加し、ニューヨーク・イブニング・ポストとハーパーズ・ニュー・マンスリー・マガジンに美術批評を発表した。
1860年代と1870年代の作品、例えば母国の景色を描いた『秋のオークス』(1878年、メトロポリタン美術館蔵)や『キャッツキル山脈』(1870年、シカゴ美術館蔵)、多くの海外旅行、特にイタリアとフランスの風景に触発された『モンク』(1873年、アディソン・ギャラリー蔵)や『エトルタ』(1875年、ミルウォーキー美術館蔵)ではしばしば、雲が立ちのぼる空や今にも降りだしそうな空を配したパノラマ的また絵のように美しい風景絵を描く傾向が強く表れ、構成、図面の的確さ、および色の感情的な利用等とあいまって、イネスをアメリカで最高かつ最も成功した風景画家と位置づけた。
最終的にイネスの芸術観には、「自然界のすべての物は霊的なものと相互通信を行っており、継続的に存在するために神からの "流入"を受け取る」と云う概念のエマヌエル・スヴェーデンボリの神学の影響が認められる。また、彼の思考には、更にスヴェーデンボリ主義の信奉者ウィリアム・ジェームズの影響が見られる。特にジェームスの「"思考の流れ"としての意識および神秘的な経験がいかにして自然に向き合う人の視点を形作るか」という思想に触発されている。
1884年にアメリカ美術協会(American Art Association)が主催したイネスの大規模な回顧展が開かれ全米から熱狂的な歓呼をもって賞賛された。更に1889年のパリ万国博覧会で金メダルを受け、国際的な名声を獲得した。

### 晩年
1885年にイネスがニュージャージー州モントクレアに定住した後、特に人生の最後の10年間で彼の芸術に現れた"抽象的に扱かわれる形態", "柔らかなエッジ"や"過剰な色彩" 等の神秘的な要素の『10月』(1886年、ロサンゼルス郡立美術館蔵)、"深遠と劇的が並置"された空と大地の『モントクレアの初秋』(1888年、モントクレア美術館蔵、親しみやすい風景を強調した『森の日の入り』(1891年、コーコラン美術館蔵)が特徴となる。しかしこれらの絵画は、次第に個性的、連続的さらにしばしば激しくい筆遣いによって、ルミニストと呼ばれる同じような共感を有する画家たちと区別される。ある公表されたインタビューで、イネスは 次のように述べている。"芸術の真の使用は第一に、アーティスト自身の精神的な性質を育成するためである" しかし、彼の精神的、感情的な考慮などへの永続的な関心は、色彩への科学的研究、数学 や構図に対する構造的アプローチを研究する事を排除するものではなかった。"詩的な品位は、いかなる事実の真理や自然からの逃避で得られるものではありません. . . 詩は現実のビジョンなのです"。
1894年8月3日イネスはスコットランドのブリッジ・オブ・アーランで亡くなった、69歳であった。彼の息子によると、彼は夕日を見ながら、空中に手を広げ "わが神よ！　ああなんと美しい！"と叫んだ後、地面に倒れ伏し数分後に死亡した。
イネスの葬儀はナショナル・アカデミー・オブ・デザイン主催で行われ、また、記念展がニューヨークのファインアーツビルで開催された。

## ギャラリー

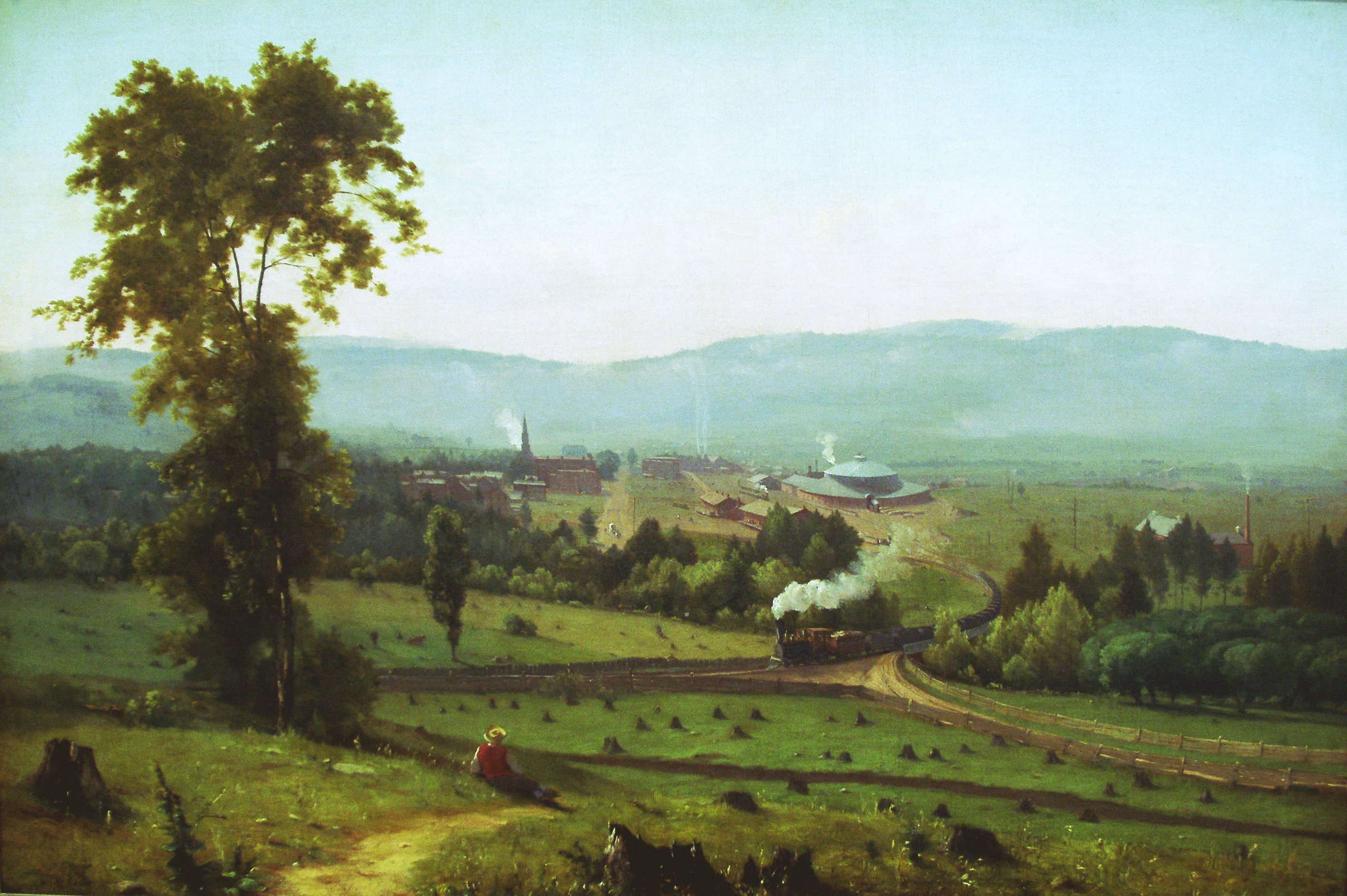
ラカワナ谷, 1855年頃, ナショナル・ギャラリー (ワシントン), 油彩
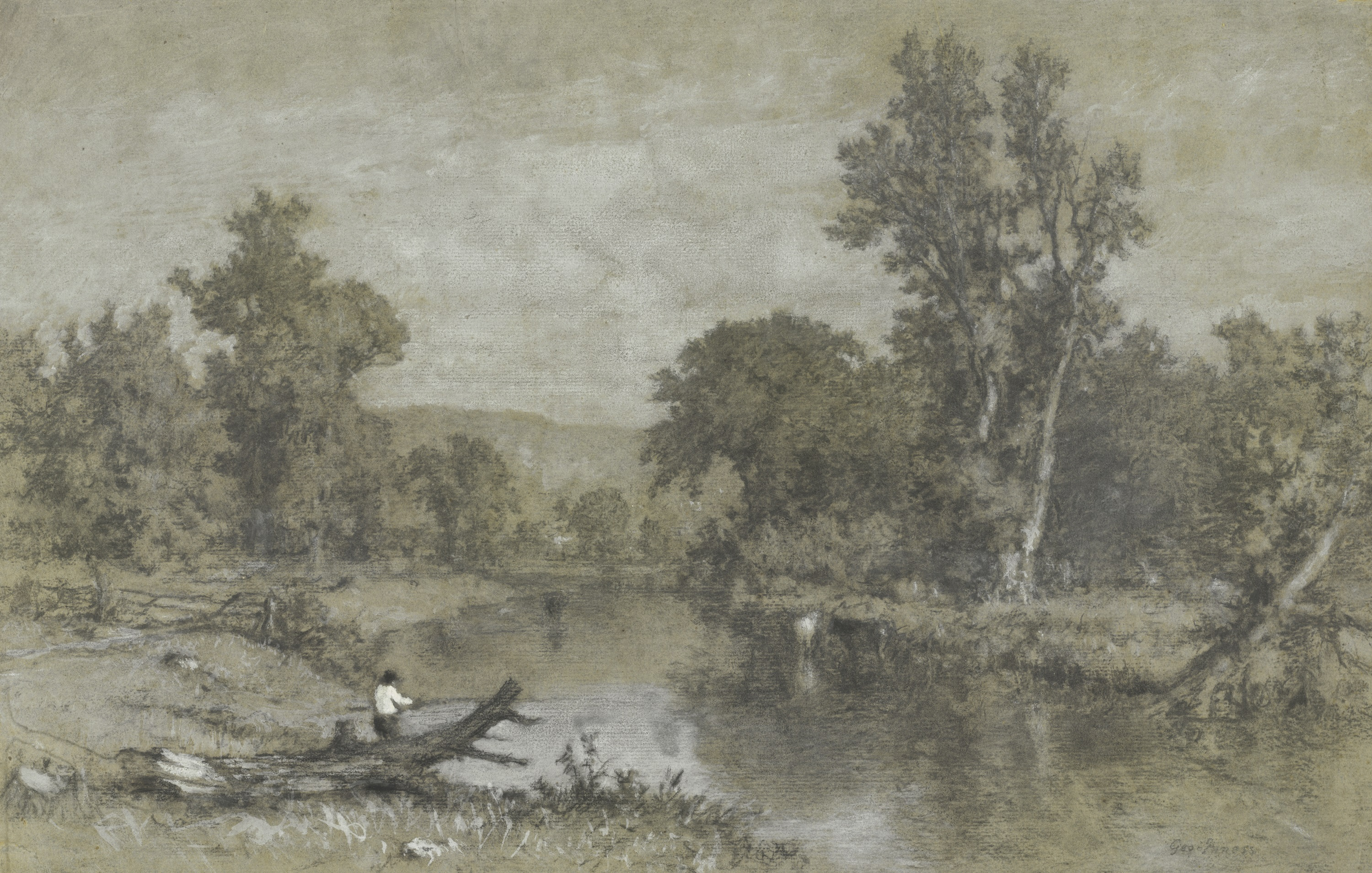
ニューヨーク・ミルトン, 1856年頃, イェール大学美術館 , 木炭画
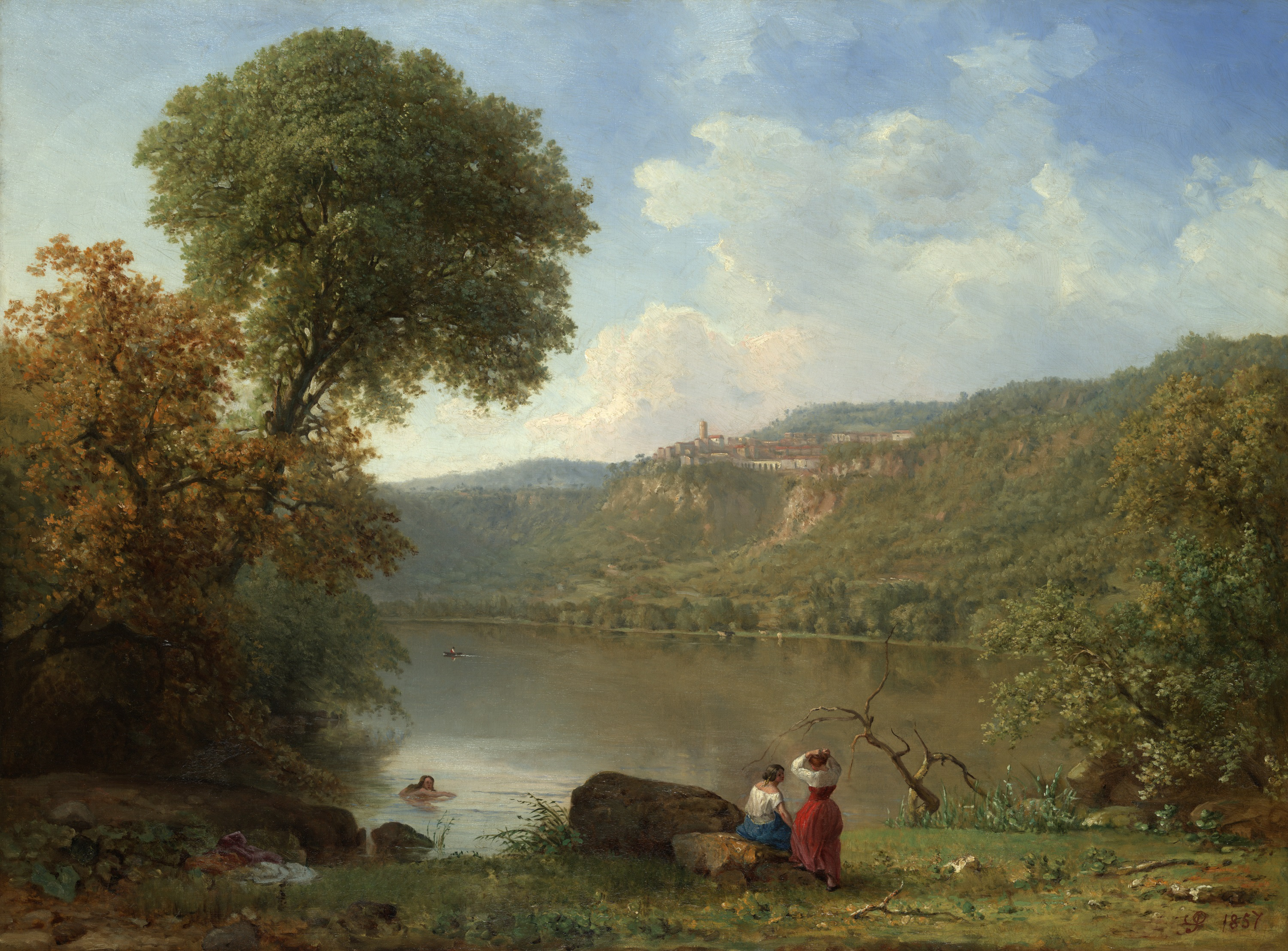
ネミ湖, 1857年, イェール大学美術館,油彩
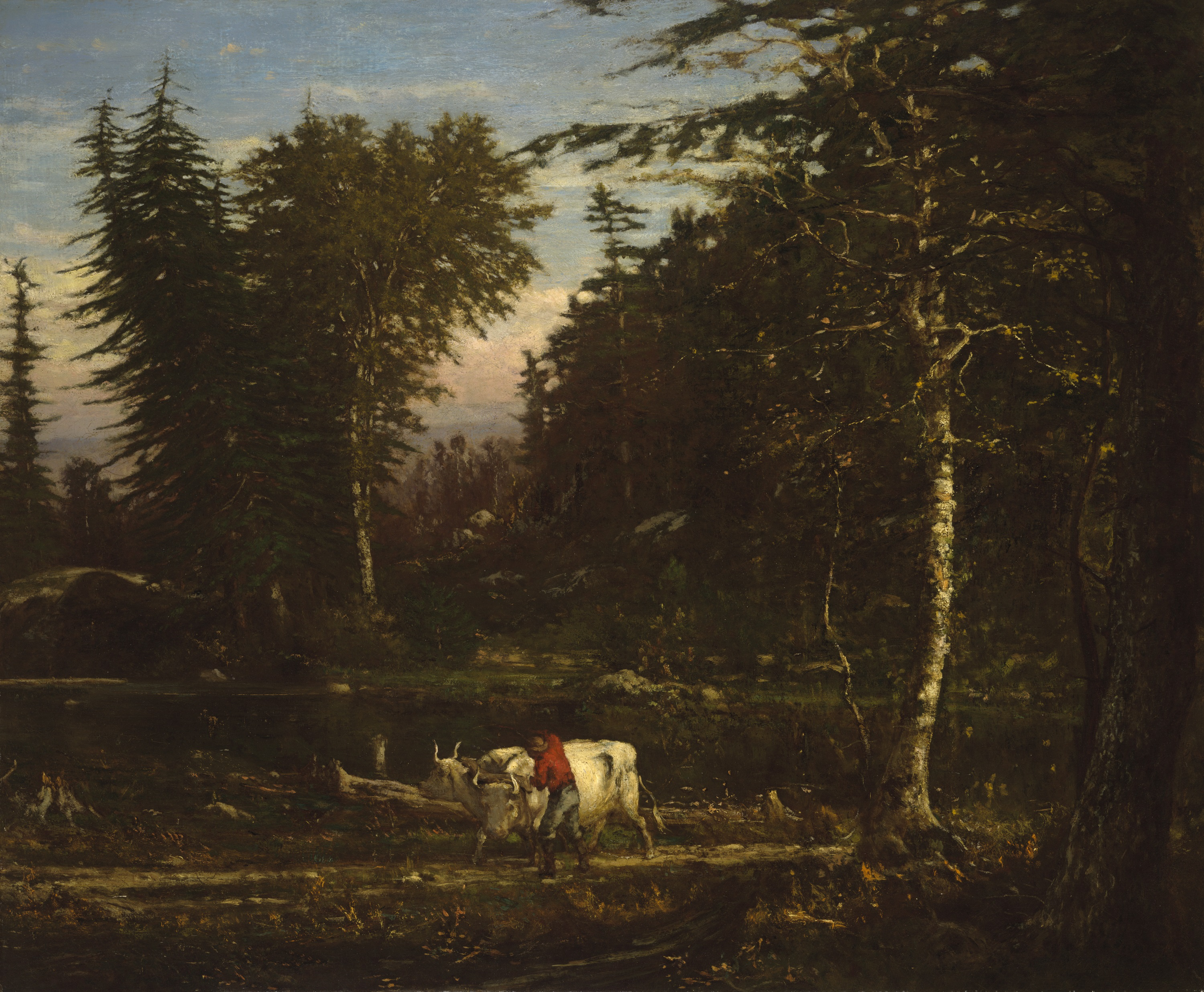
アディロンダック山脈にて, 1862年頃, イェール大学美術館, 油彩
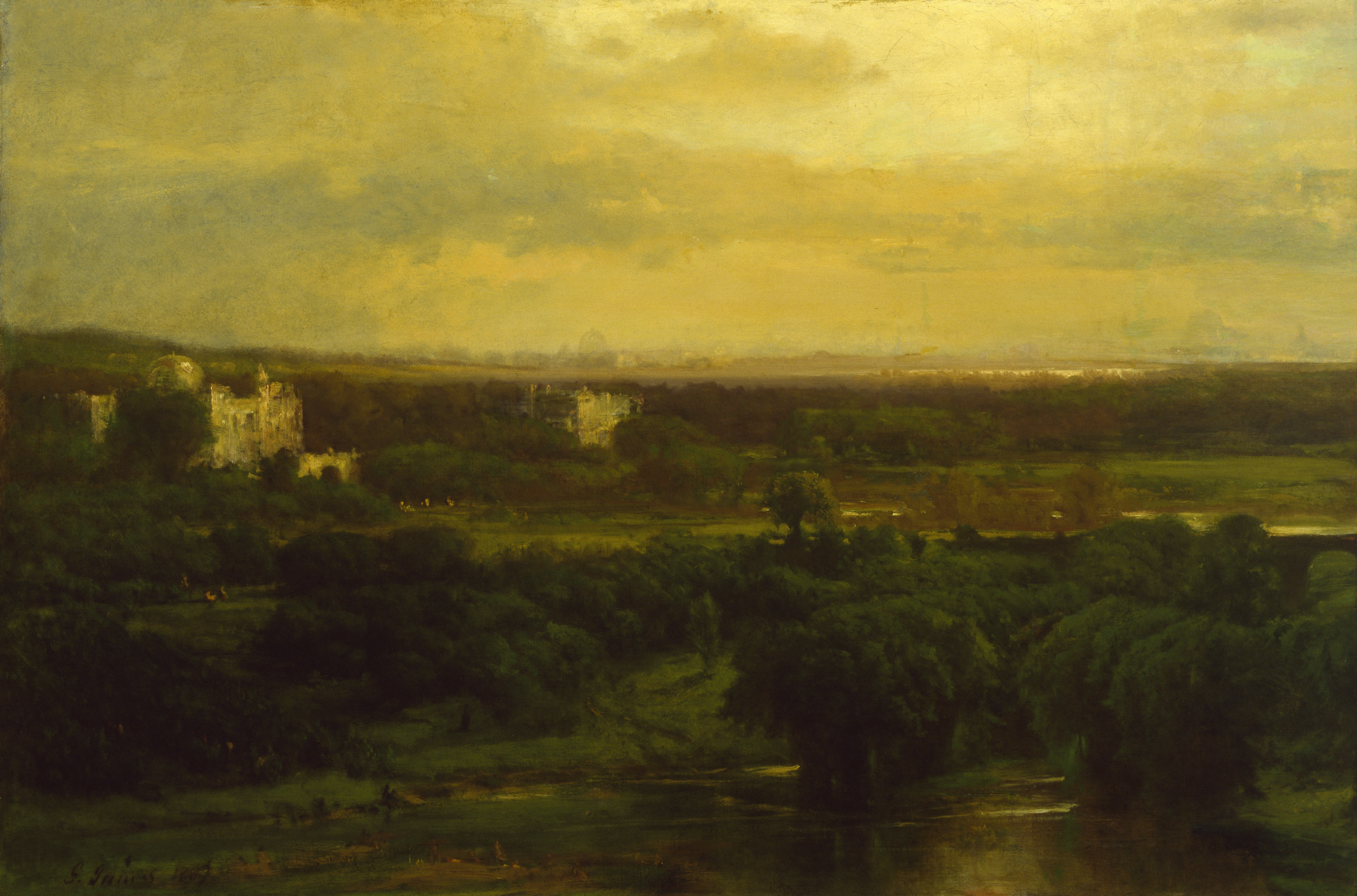
オリーブの谷, 1867年, ウォルターズ美術館, 油彩
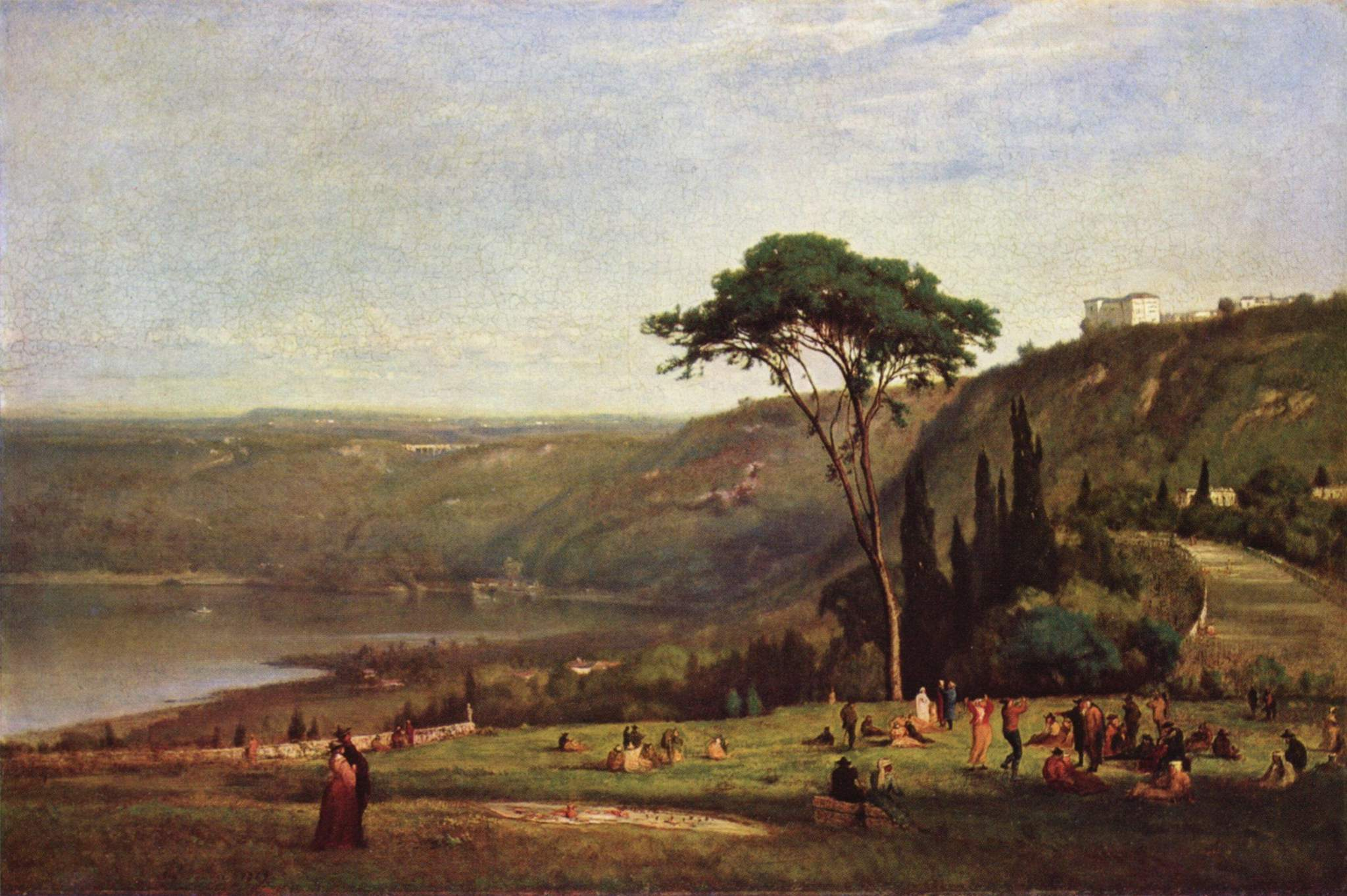
アルバーノ湖, 1869年, フィリップス・コレクション
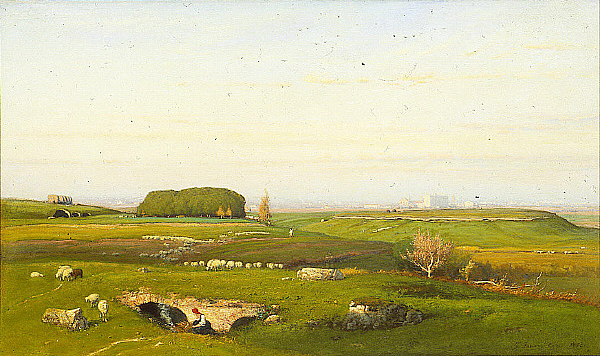
ローマ平野にて, 1873年, セントルイス美術館, 油彩
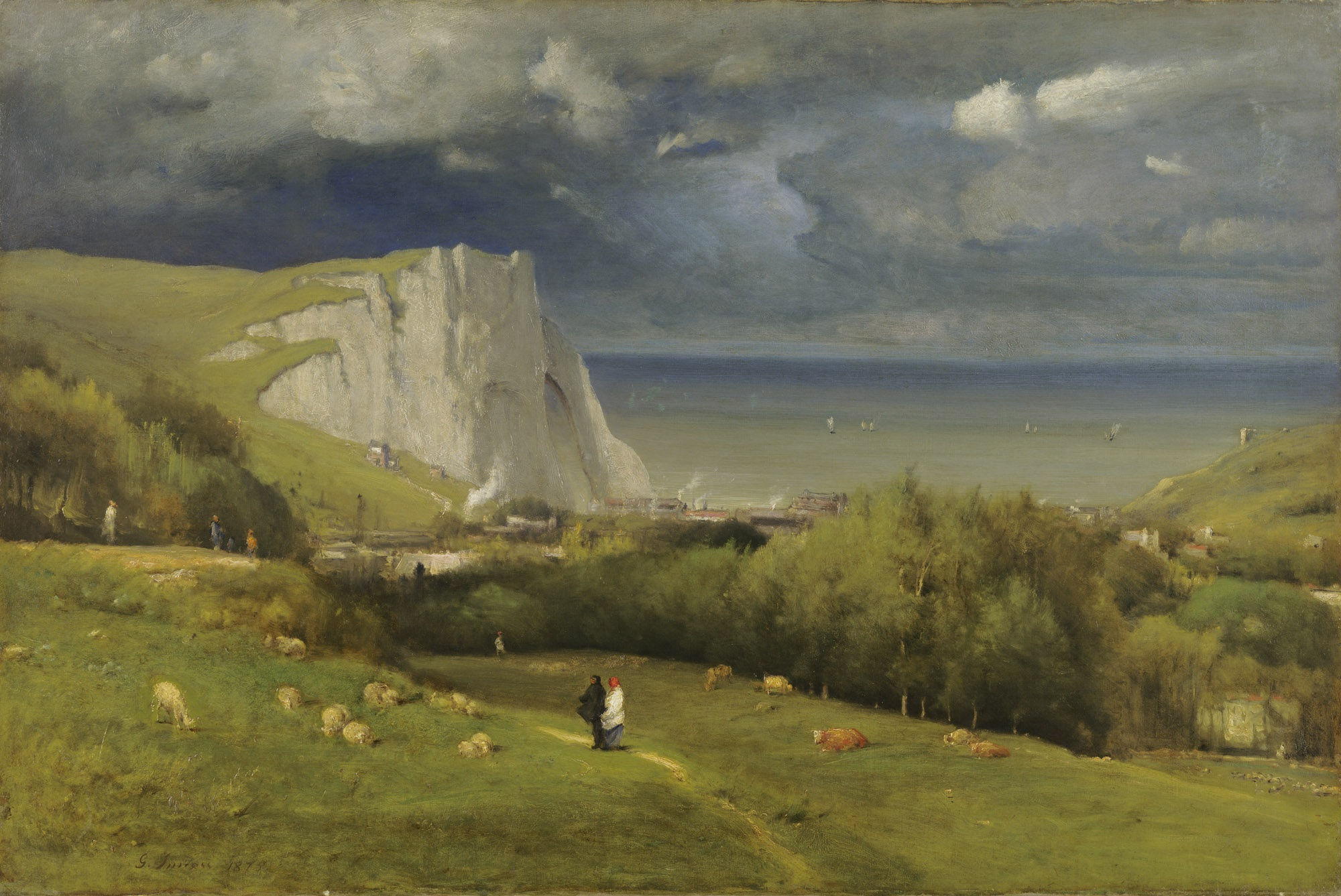
エトルタ, 1875年, ワズワース・アテネウム美術館, 油彩
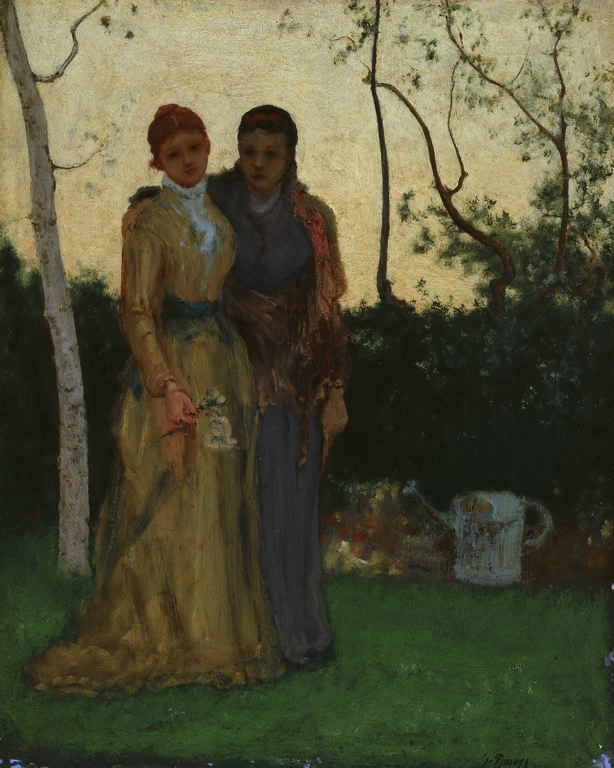
庭の姉妹, 1882年, シカゴ美術館, 厚紙に油彩
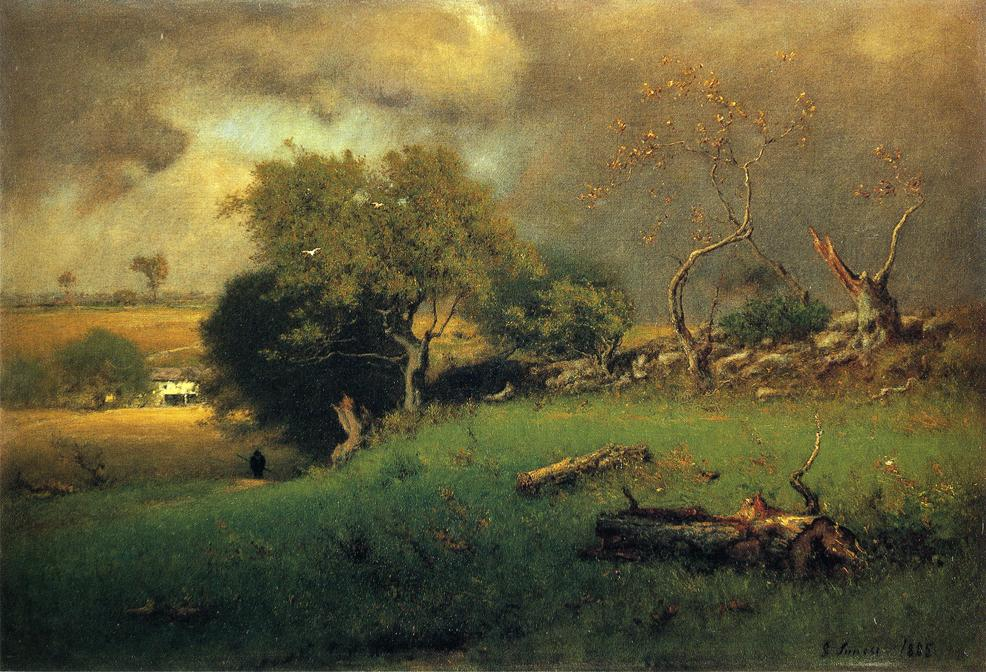
嵐, 1885年, レイノルダ・ハウス美術館, 油彩
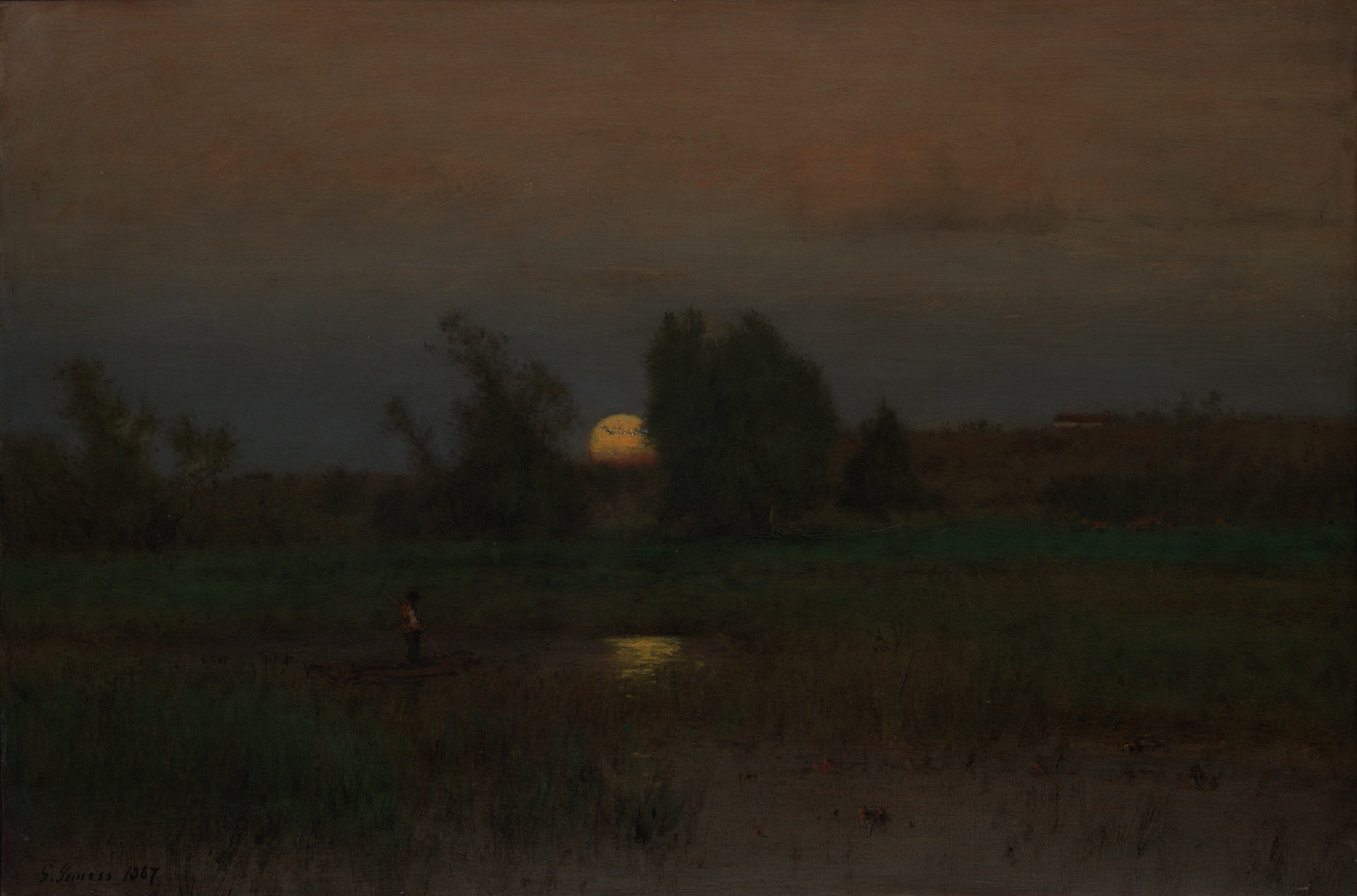
月の出, 油彩, 1887年, イェール大学美術館, 油彩
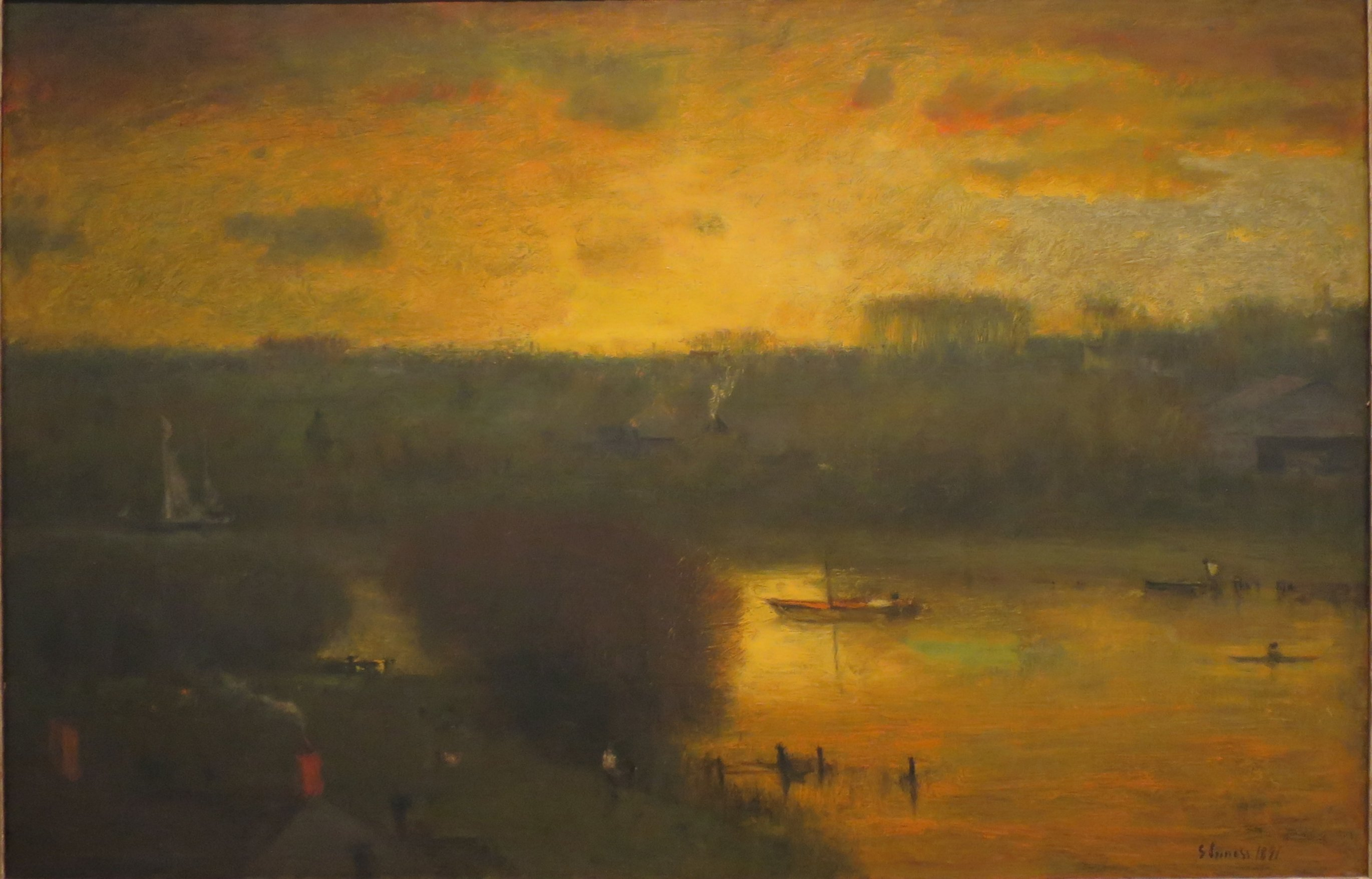
パセーイクの日の入, 1891年, ホノルル美術館, 油彩
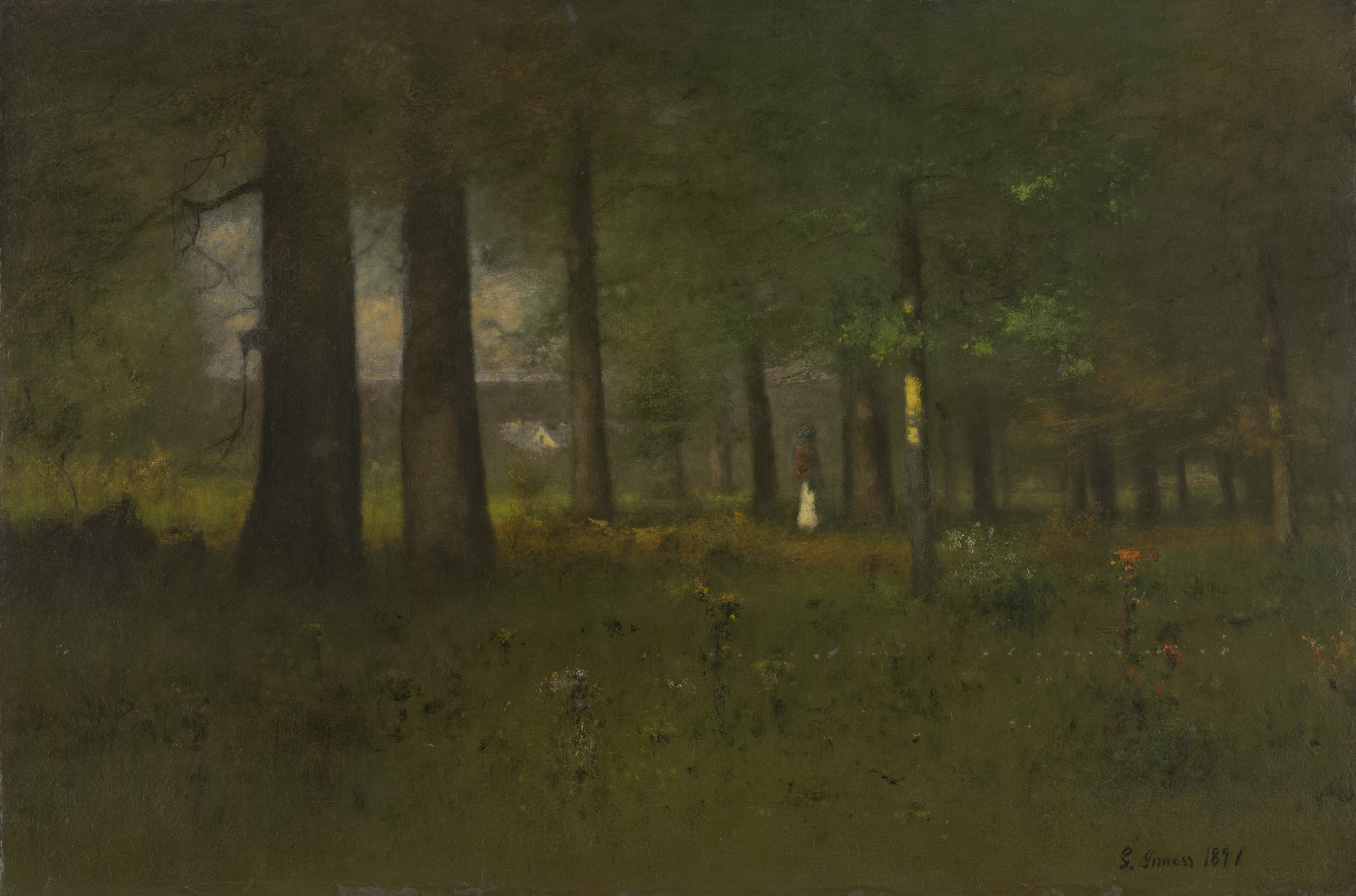
森の端, 1891年, イェール大学美術館, 油彩
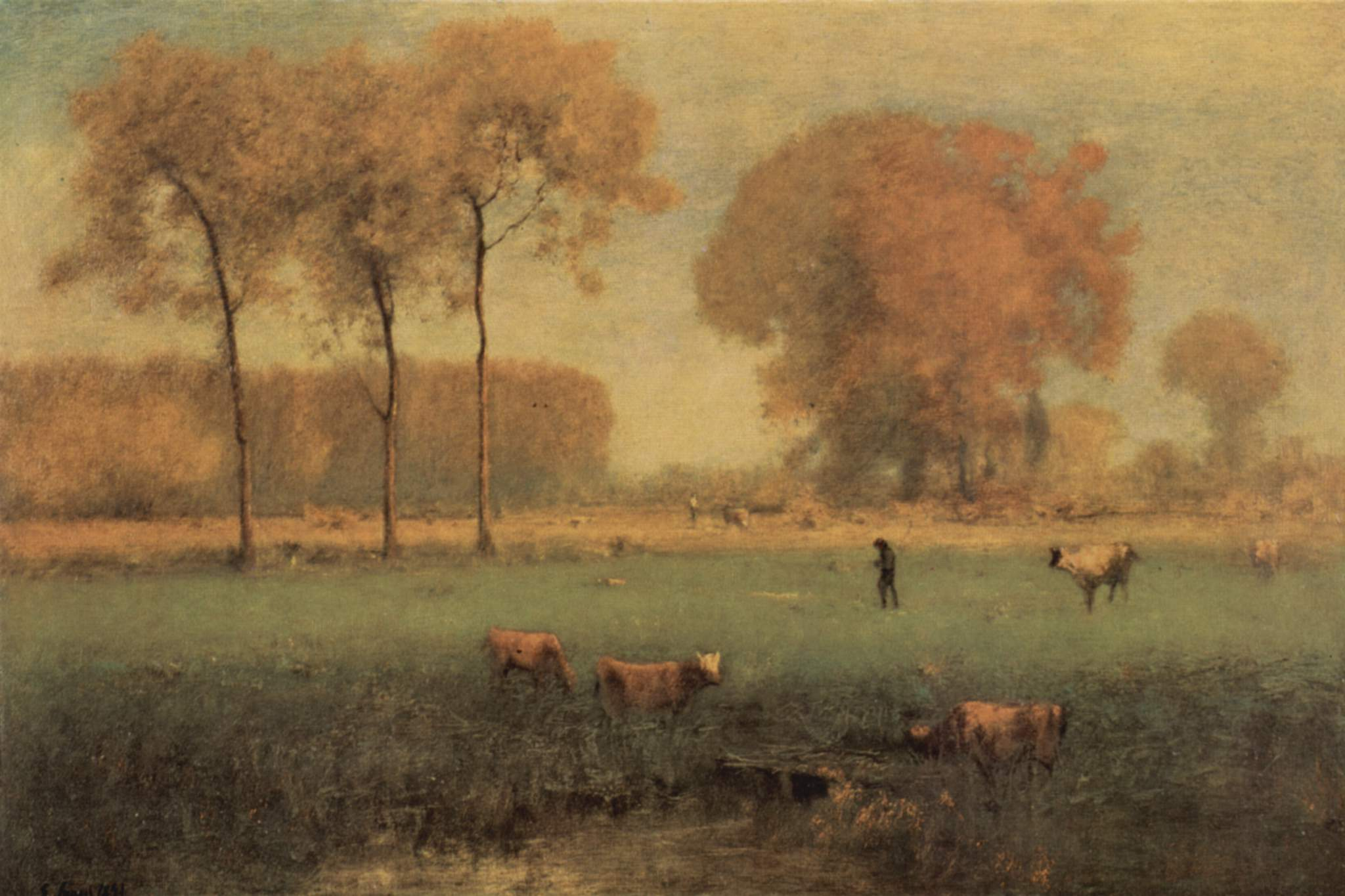
夏の風景, 1894年
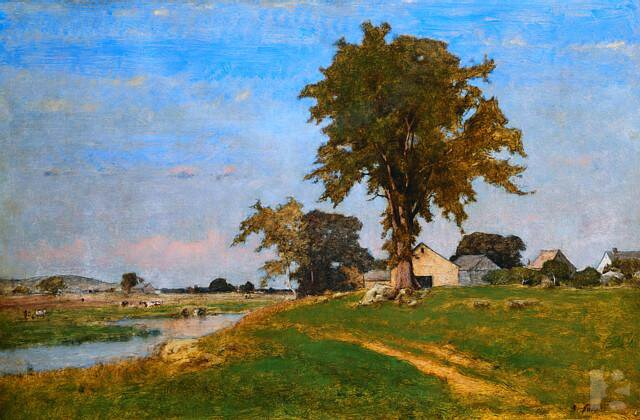
メッドフィールドの楡の老木, 油彩
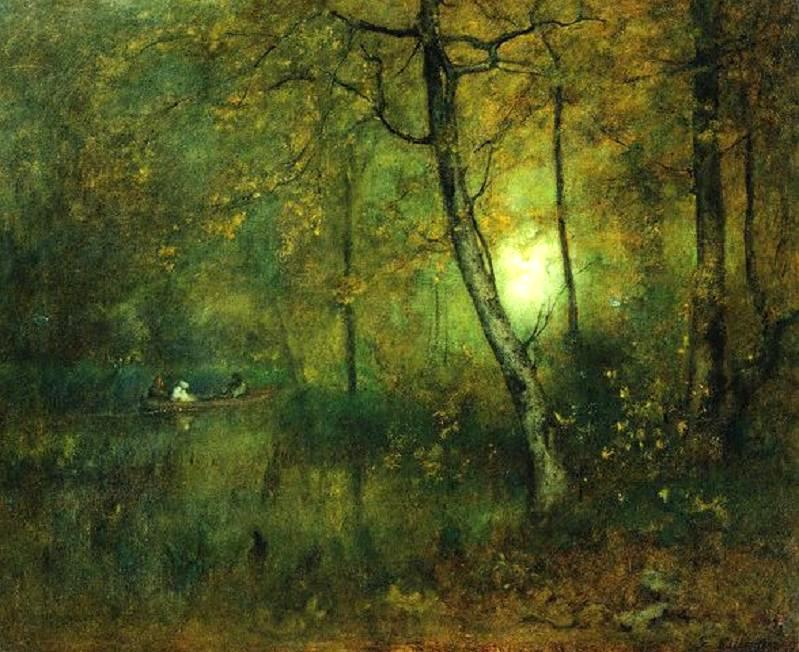
森の池, 油彩
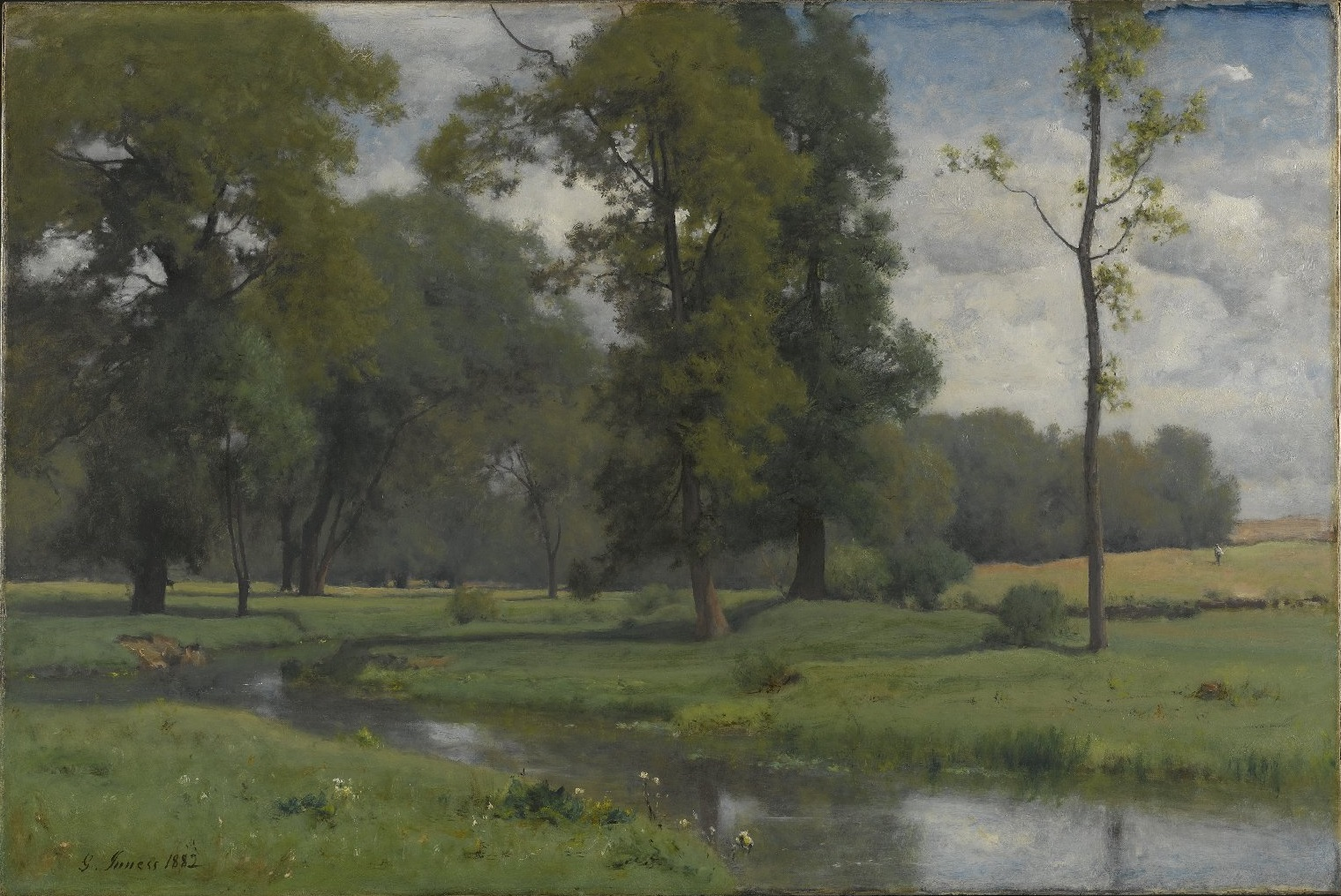
6月、 ブルックリン美術館
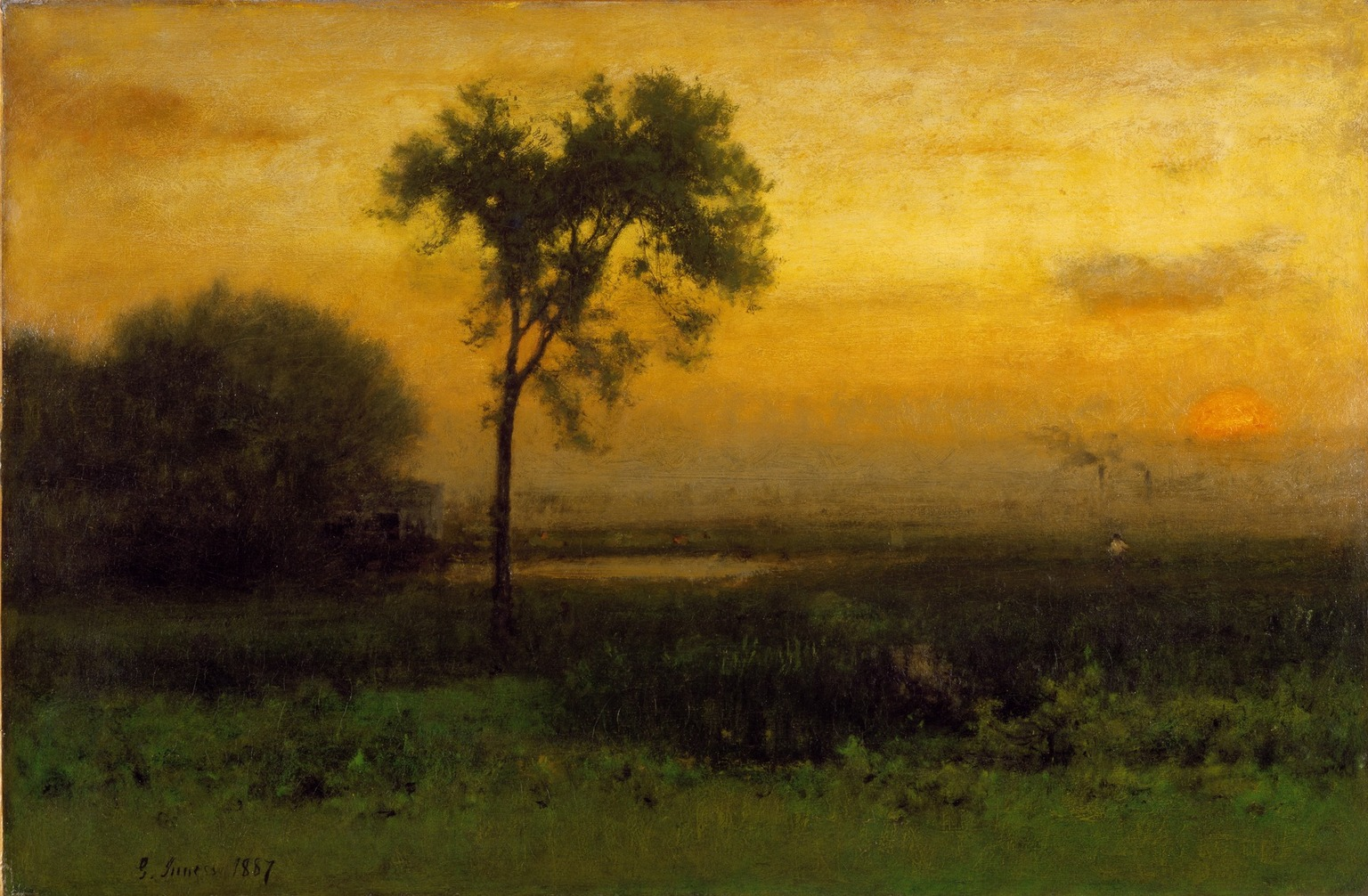
日の出, ブルックリン美術館
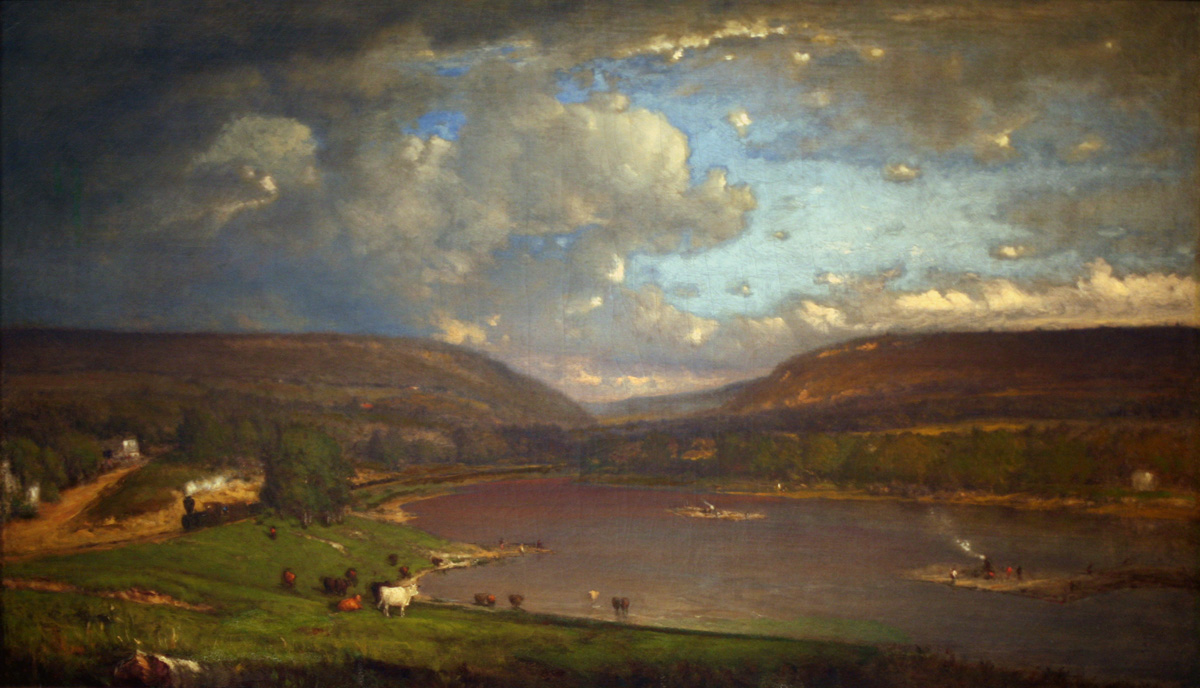
デラウェア川, ブルックリン美術館
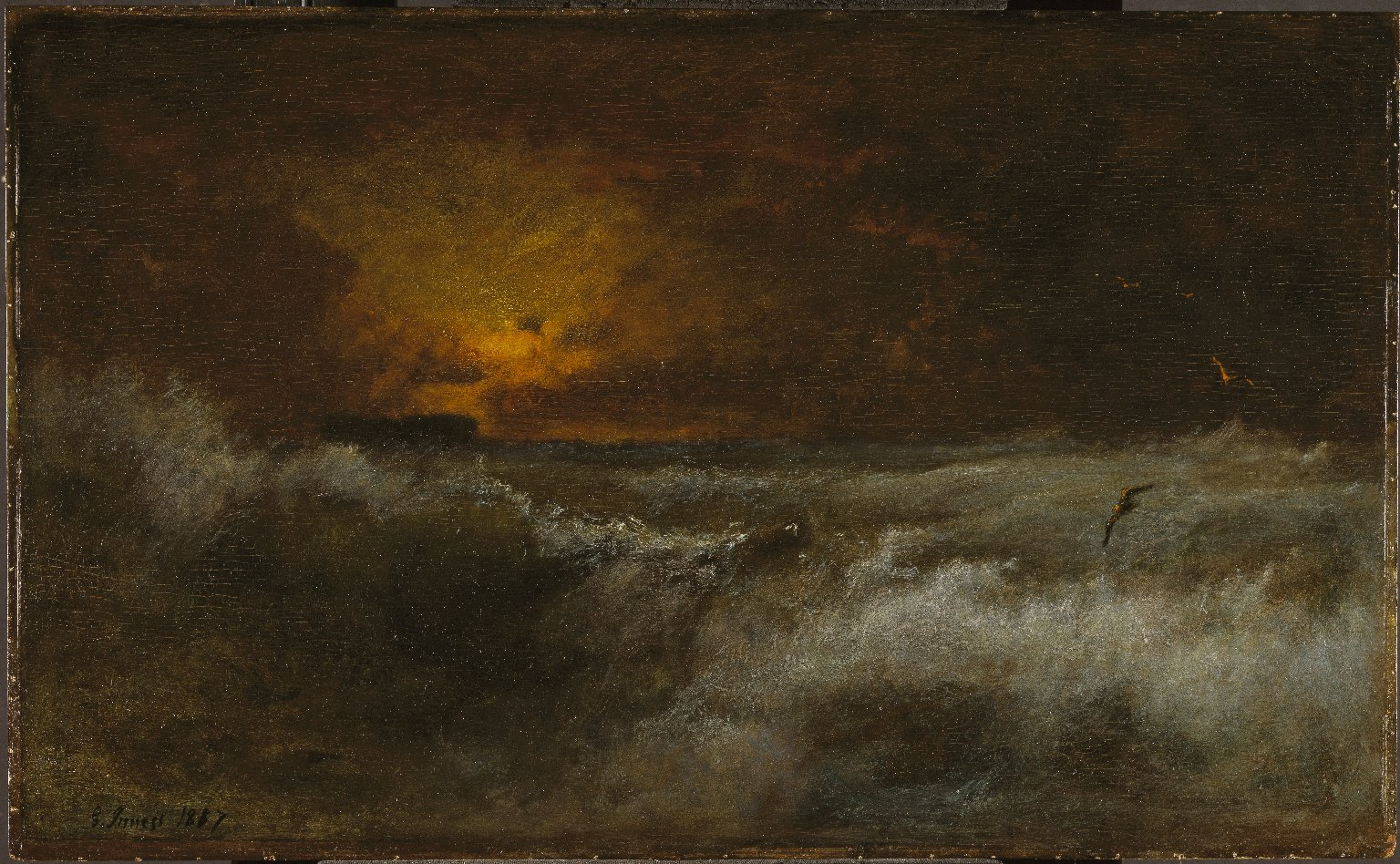
海に沈む夕日, ブルックリン美術館

## 関連事項
- ハドソン・リバー派
- バルビゾン派
- トーナリズム
- スヴェーデンボリ
- パリ万国博覧会 (1889年)